# Elina Manzano de Félix
Elina Manzano de Félix (f. agosto de 2015) fue una pianista ecuatoriana, que se formó y fue directora en el Conservatorio Antonio Neumane, fundó el conservatorio Federico Chopin.

## Biografía

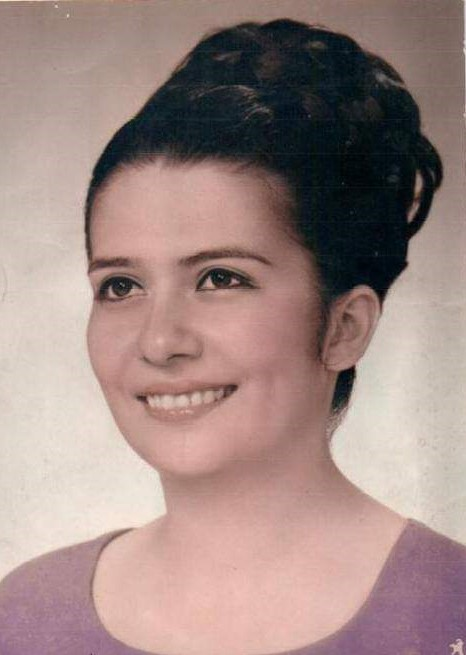
Elina Manzano

Proveniente de una familia de músicos comenzó a tocar piano desde los 6 años, de estudiante recibió el premio a la mejor alumna del Conservatorio Antonio Neumane, Recibió la medalla Al Mérito Educativo en dos ocasiones, fue reconocida como Personaje del Año 2006 por el Círculo de Periodistas del Guayas, y en el 2011 recibió la medalla como Personaje Ilustre en la Casa de la Cultura Ecuatoriana núcleo del Guayas, esta entidad también la distinguió con la condecoración Carlos Zevallos Menéndez.
En diciembre del 2014 recibió de parte de la Asamblea Nacional la orden Matilde Hidalgo de Procel.